# Vladimir Ilic
Vladimir Ilic (* 20. Februar 1973) ist ein deutscher American-Football-Trainer und ehemaliger -spieler.

## Laufbahn
Ilic spielte als Jugendlicher bei den Berlin Bears und den Berlin Adlern. Mit der Herrenmannschaft der Adler wurde der in der Verteidigung eingesetzte, 1,95 Meter große Spieler 1990 und 1992 deutscher Meister. 1994 wechselte er zu den Hamburg Blue Devils und wurde mit den Hanseaten deutscher Meister (1996) sowie Eurobowl-Sieger (1996 und 1997). 1998 stand er für die Braunschweig Lions auf dem Feld und errang mit den Niedersachsen ebenfalls die deutsche Meisterschaft. Ilic kehrte 1999 nach Hamburg zurück, spielte 2000 wieder in Braunschweig und wurde dann 2001, 2002 und 2003 abermals mit den Hamburg Blue Devils deutscher Meister. Ilic gelang der Sprung in die World League of American Football beziehungsweise die NFL Europe, wo er neben seiner Spielertätigkeit in der Bundesliga bei den Mannschaften Barcelona Dragons (1995 und 1996), Rhein Fire (1997), Frankfurt Galaxy (1999) und Berlin Thunder (1999) unter Vertrag stand. Mit Frankfurt gewann er den World Bowl. Ilic kam ebenfalls in der deutschen Nationalmannschaft zum Einsatz.
Von 2006 bis 2008 gehörte er zum Trainerstab der Hamburg Huskies, dann von 2009 bis 2011 der Hamburg Blue Devils, 2012 stieß er als Trainer zu den Hamburg Pioneers. 2011 übernahm Ilic bei der deutschen Nationalmannschaft die Betreuung der Verteidigungslinie, war in diesem Amt 2014 bei der Europameisterschaft 2014 am Gewinn des EM-Titels beteiligt. 2019 wurde er im Trainerstab des Zweitligisten Lübeck Cougars tätig. Im selben Jahr wurde Ilic in die Ruhmeshalle des American-Football-Verbands Deutschland aufgenommen.
Im Dezember 2023 wechselte er zu den Kiel Baltic Hurricanes und übernahm bei der Mannschaft die Betreuung der Verteidigungslinie.